# Ерошкин, Николай Петрович
Никола́й Петро́вич Еро́шкин (9 сентября 1920, Москва — 30 января 1988, Москва) — советский историк, специалист в области истории России, историографии, документоведения, истории государственных учреждений, истории общественных организаций. Доктор исторических наук (1973), профессор (1975), основатель и заведующий кафедрой государственных учреждений и общественных организаций Московского государственного историко-архивного института.

## Биография
Родился 9 сентября 1920 года в Москве (РСФСР, СССР).
В 1942 году окончил Московский областной педагогический институт имени Н. К. Крупской.
С 1946 года — работа в Московском государственном историко-архивном институте (МГИАИ): ассистент, старший преподаватель, доцент, профессор, декан заочного факультета (1958—1964), основатель и заведующий кафедрой государственных учреждений и общественных организаций (1975—1988), проректор МГИАИ по научной работе (1976—1979).
В 1952 году защитил диссертацию на соискание учёной степени кандидат исторических наук. Тема – «Военно-окружная реформа в России (1862—1864 гг.)». В 1973 году — диссертацию на соискание учёной степени доктора исторических наук. Тема – «Высшая государственность России первой половины XIX в.».
Учёное звание — профессор (1975).
Председатель головного совета Минвуза РСФСР по архивоведению, документоведению и научной информации.

По существу Николай Петрович стал создателем особого раздела исторической науки — истории российских государственных учреждений, российской государственности со своими объектом и предметом изучения, методами, подходами и т. п. Благодаря ему в Историко-архивном институте РГГУ существует школа историков-государствоведов.
— Архипова Т. Г., доктор исторических наук, профессор РГГУ
Скончался 30 января 1988 года в Москве. Похоронен на Долгопрудненском кладбище (Центральная территория, участок 138).

## Сфера научных интересов
История России, историография, археография, архивоведение, документоведение, история государственных учреждений Российской империи, историк российской бюрократии, история общественных организаций.

## Основные печатные труды

### Монографии
- Ерошкин Н. П. Очерки истории государственных учреждений дореволюционной России. — М.: 1960.
- Ерошкин Н. П. Самодержавие накануне краха. — М.: 1975.
- Ерошкин Н. П. Крепостническое самодержавие и его политические институты: Первая половина XIX века. — М.: 1981.
- Ерошкин Н. П. Местные государственные учреждения дореформенной России (1800—1860-е гг.). — М.: 1985.
- Ерошкин Н. П. Российское самодержавие. — М.: 2006.

### Энциклопедические издания
- Советская историческая энциклопедия. В 16 т. — М.: 1969. (Автор серии статей по государственным учреждениям Российской империи, чинам, званиям, сословиям.)
- Советский энциклопедический словарь. — М.: 1979. (Автор серии статей по дореволюционным учреждениям, чинам, званиям, сословиям.)
- Великая Октябрьская социалистическая революция. Энциклопедия. — М.: 1987. (Автор серии статей.)

### Учебная литература
- Ерошкин Н. П. История государственных учреждений до Великой Октябрьской социалистической революции. — М.: 1965. — 310 с.
  - То же. Изд. 2-е. — М.: 1968. — 368 с.
  - То же: [Изд. 3-е, с изменённым названием:] Ерошкин Н. П. История государственных учреждений дореволюционной России. Изд. 3-е. — М.: 1983. — 352 с.
  - То же. Изд. 4-е. — М.: 1997. — 360 с.
  - То же. Изд. 5-е: Ерошкин Н. П. История государственных учреждений дореволюционной России. Изд. 5-е. // Ерошкин Н. П. История государственных учреждений дореволюционной России. Сборник трудов. — М.: РГГУ, 2008. С. 10—358.
- Ерошкин Н. П. История общественных организаций дореволюционной России. Учебное пособие. — М.: Изд. МГИАИ. 1979. — 80 с.
- Ерошкин Н. П. Министерства дореволюционной России как фондообразователи Государственного архивного фонда СССР. Учебное пособие. — М.: Изд. МГИАИ. 1980.
  - То же. [Изд. 2-е:] Ерошкин Н. П. Министерства дореволюционной России как фондообразователи Государственного архивного фонда СССР // Ерошкин Н. П. История государственных учреждений дореволюционной России. Сборник трудов. — М.: РГГУ, 2008. С. 359—458.
- Ерошкин Н. П. Местные государственные учреждения дореволюционной России. Учебное пособие. — М.: 1985.
  - То же. [Изд. 2-е:] // Ерошкин Н. П. История государственных учреждений дореволюционной России. Сборник трудов. — М.: РГГУ, 2008. С. 459—563.

### Сборник трудов
- Ерошкин Н. П. История государственных учреждений дореволюционной России. Сборник трудов. — М.: РГГУ, 2008. — 710 с.

### Воспоминания
- Воспоминания Н. П. Ерошкина / Вступит. статья А. Д. Степанского // Отечественные архивы. 1995. № 4. С. 56—72.

### Библиографический перечень трудов Ерошкина Н. П.
- Ерошкина О. Д. Библиография основных научных трудов доктора исторических наук, профессора Ерошкина Н. П. (из семейного архива) // Вестник архивиста. 1998. № 3 (45). С. 125—130.

## Память
Памяти профессора Н. П. Ерошкина были посвящены две научные конференции:
- Государственные учреждения и общественные организации СССР: Проблемы, факты, исследования. — М.: 1991.
- Государственные институты России: прошлое и настоящее: Материалы межвузовской научной конференции памяти Н. П. Ерошкина. — М.: 1996.

На наш взгляд. Н. П. Ерошкин был одним из последних в российской исторической науке энциклопедистов, свободно чувствовавших себя в отечественной истории IX в. или 1917 г. Но всё же сфера его основных научных интересов относилась к XIX — началу XX в. […] Долгие годы лекции Николая Петровича славились не только богатейшим содержанием, но и блестящей формой, являвшейся результатом его многолетней педагогической практики и целенаправленной работы над собой.
— Степанский А. Д., доктор исторических наук, профессор РГГУ